# Brama (chi cá)
Brama là một chi cá trong họ cá vền biển Bramidae trong bộ cá vược Perciformes.

## Các loài
Hiện hành có 08 loài được ghi nhận trong chi này:
- Brama australis Valenciennes, 1838 (Southern Ray's bream)
- Brama brama (Bonnaterre, 1788) (Atlantic pomfret)
- Brama caribbea Mead, 1972 (Caribbean pomfret)
- Brama dussumieri G. Cuvier, 1831 (Lesser bream)
- Brama japonica Hilgendorf, 1878 (Pacific pomfret)
- Brama myersi Mead, 1972 (Myers' pomfret)
- Brama orcini G. Cuvier, 1831 (Bigtooth pomfret)
- Brama pauciradiata Moteki, Fujita & Last, 1995 (Shortfin pomfret)